# Murturm

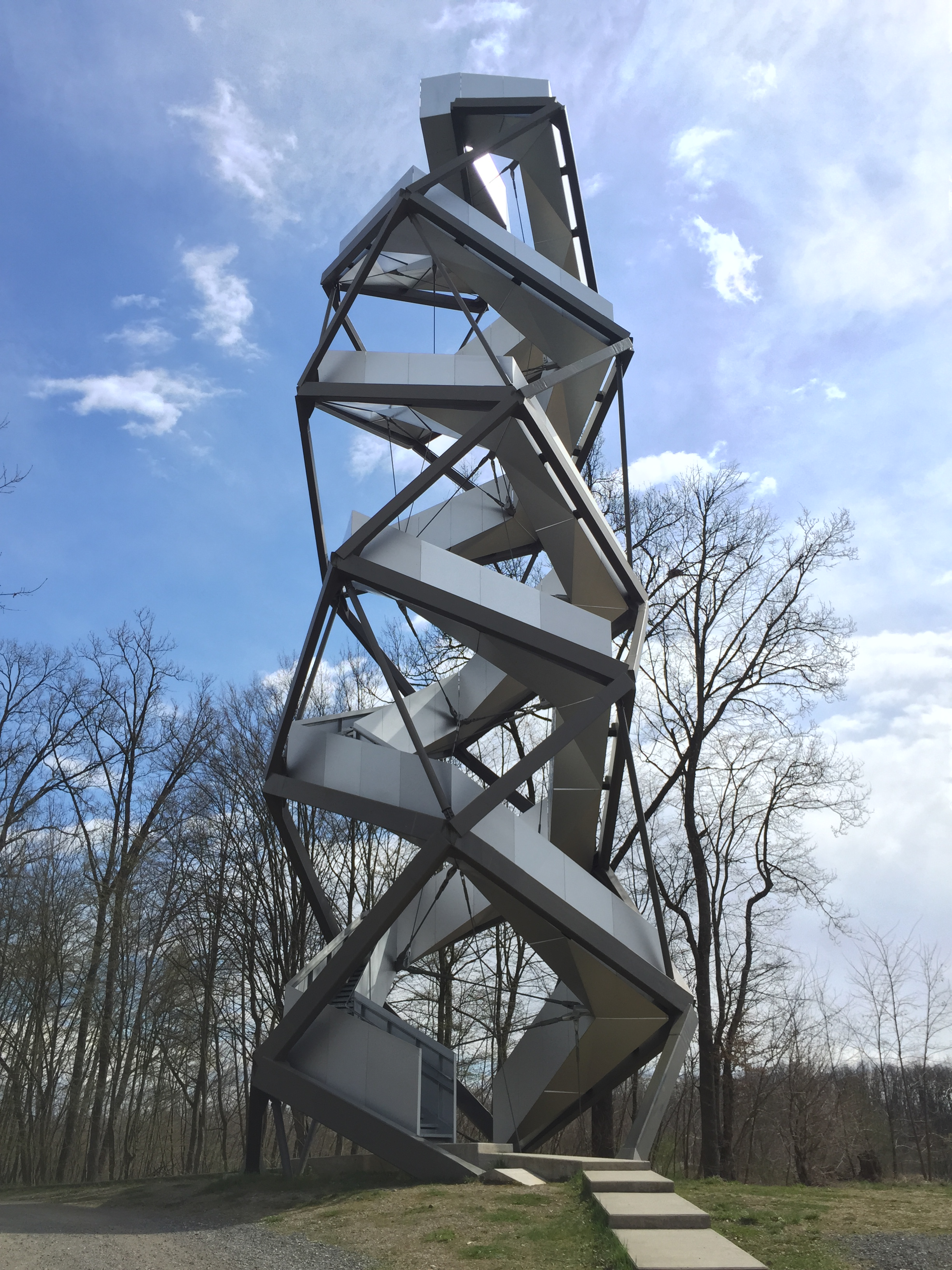
Der Murturm

Der Murturm ist eine Aussichtswarte im Südosten der steirischen Ortschaft Gosdorf (seit 1. Jänner 2015: Stadtgemeinde Mureck) an der (Grenz-)Mur (Grenzgebiet zu Slowenien) innerhalb vom Grünen Band Europas.
Die Gesamthöhe beträgt 27,5 Meter. Der Durchmesser liegt bei 8,7 Meter. Die Anzahl der Stufen bis zum höchsten begehbaren Punkt ist 168. Erbaut im Zeitraum von März bis September 2009, eröffnet am 10. März 2010, stellt der Murturm einen touristisch wertvollen Teil der ehemaligen Gemeinde Gosdorf dar.
Die Konstruktion erinnert an eine Doppelhelix (DNS) und soll dadurch den Raum mit dem erlebten Weg „verschrauben“. Das Konzept und die Planung wurden von terrain:loenhart&mayr, einem Münchner Architekturbüro, übernommen.
Trotz Unstimmigkeiten mit Naturschützern wurde das Bauvorhaben plangemäß durchgeführt und aufgrund der Tatsache, dass sich der Turm im Gebiet des Grünen Bands Europas befindet, von der EU kofinanziert. Die Baukosten wurden ursprünglich mit 390.000 Euro veranschlagt und stiegen auf 1,3 Millionen Euro.
Die doppelt gewundene Treppe und die Aussichtsplattform als Verbindung zwischen Auf- und Abgang verkörpert eine Ähnlichkeit mit der historischen Doppelwendeltreppe in der Grazer Burg.

## Panorama
Der Murturm bietet einen einzigartigen Blick über die Murauen.

Panorama vom Murturm, Gosdorf, Österreich